# Hyphoporus elegans
Hyphoporus elegans är en skalbaggsart som beskrevs av Régimbart 1888. Hyphoporus elegans ingår i släktet Hyphoporus och familjen dykare. Inga underarter finns listade i Catalogue of Life.